# Solkraft i Danmark
Solkraften i Danmark har expanderat snabbt från 2010-talet och framåt, med en tredubblad produktion mellan 2020 och 2023. Ungefär hälften kommer från relativt få större anläggningar. De är spridda relativt jämt över hela landet.
Mycket av produktionen sker från solceller på mark. I regeringens solcellstrategi finns planer på mer produktion från solceller på byggnader.
Potentialen är ungefär lika stor i hela landet och högst på Bornholm.